# Augusto Trindade
Augusto Junior Trindade ist ein Beamter und Politiker aus Osttimor und Mitglied der Partido Democrático (PD).
2006/2007 war Trindade Präsident der Nationalen Einheitsbewegung für Gerechtigkeit (portugiesisch Movimento de Unidade Nacional para a Justiça MUNJ).
Von 2018 bis 2021 war Trinidade Präsident des Nationalen Logistikzentrums (tetum Sentru Lojístika Nasionál SLN), bis er vorzeitig vom koordinierenden Minister für wirtschaftliche Angelegenheiten Joaquim Amaral (FRETILIN) abberufen wurde.
Am 1. Juli 2023 wurde Trindade zum Vizeminister für Handel in der IX. Regierung Osttimors von Premierminister Xanana Gusmão, vereidigt.